# Ривијера Бич (Флорида)
Ривијера Бич (енгл. Riviera Beach) град је у америчкој савезној држави Флорида. По попису становништва из 2010. у њему је живело 32.488 становника.

## Демографија
Према попису становништва из 2010. у граду је живело 32.488 становника, што је 2.604 (8,7%) становника више него 2000. године.
| Група             | 2000.          | 2010.          |
| Белци             | 7.586 (25,4%)  | 7.440 (22,9%)  |
| Афроамериканци    | 20.264 (67,8%) | 21.401 (65,9%) |
| Азијати           | 296 (1,0%)     | 769 (2,4%)     |
| Хиспаноамериканци | 1.348 (4,5%)   | 2.418 (7,4%)   |
| Укупно            | 29.884         | 32.488         |